# Lgy 70
Lgy 70 var en läroplan för gymnasieutbildning i Sverige, där skolformerna fackskola, gymnasium och yrkesskola slogs samman till gymnasieskola. Beslutet togs den 14 maj 1970, och kom att gälla från den 1 juli 1971. Den var ett av de sista stegen i övergången från parallellskolsystemet till enhetsskola.
Detta medförde bland annat avskaffandet av studentexamen samt bokstavsbetyg, vilka ersattes med sifferbetyg.
Läroplanen användes fram till och med 1994, då den ersattes av Lpf 94.

## Linjer
Följande linjer upptogs i den ursprungliga läroplanen från 1970:
- Tvåårig beklädnadsteknisk linje
- Tvåårig bygg- och anläggningsteknisk linje
- Tvåårig distributions- och kontorslinje
- Tvåårig ekonomisk linje
- Tvåårig el-teleteknisk linje
- Tvåårig fordonsteknisk linje
- Tvåårig jordbrukslinje
- Tvåårig konsumtionslinje
- Tvåårig konsumtions- och vårdlinje
- Tvåårig livsmedelsteknisk linje
- Tvåårig processteknisk linje
- Tvåårig skogsbrukslinje
- Tvåårig social linje
- Tvåårig teknisk linje
- Tvåårig träteknisk linje
- Tvåårig verkstadsteknisk linje
- Tvåårig vårdlinje
- Treårig ekonomisk linje
- Treårig humanistisk linje
- Treårig naturvetenskaplig linje
- Treårig samhällsvetenskaplig linje
- Fyraårig teknisk linje